# Secondhand Lions
Secondhand Lions (bra: Lições Para Toda a Vida; prt: Os Meus Fabulosos Tios) é um filme de aventuras e de comédia norte-americano realizado em 2003 por Tim McCanlies sobre um jovem que vai viver com dois tios ricos  mas  misteriosos numa quinta do Texas. O filme foi gravado em Lockhart (Texas) . O filme teve estreia mundial no Festival de Cinema de Boston (5 de Setembro de 2003), nos Estados Unidos da América estreou a 19 de Setembro de 2003. Em Portugal foi lançado em 18 de março de 2004 e no Brasil a 2 de Abril de 2004.

## Enredo
Na década de 1960, Walter Coleman (Haley Joel Osment) um jovem tímido é enviado pela sua mãe para viver com dois tios. O objetivo da mãe era desembaraçar-se do filho e procurar trabalho em Las Vegas, mas ao filho mente, dizendo que vai arranjar emprego numa escola.  Depois de umas cenas de algumas loucuras dos dois (atirar tiros para os peixes, alvejar visitantes que pretendiam vender algo a eles) Walter tenta fugir, telefona para  a escola onde a mãe lhe tinha dito onde ia trabalhar, mas descobre que que foi tudo mentira e viu-se na contingência de voltar para casa dos tios. Mais tarde, vai ganhar a confiança de Garth McCann (Michael Caine)  que vai revelar ao  rapaz o  passado do seu irmão  Hub McCann (Robert Duvall).
Assim os dois irmãos Hub e Garth chegaram a França em 1914 no preciso dia que a Alemanha invadira esse país. Garth pretendia voltar para casa, mas Hub não concordou e propôs que fossem viajar pela Europa. Contudo, na última noite em Marselha, os dois viram-se envolvidos na guerra, por se verem obrigados  a embarcar num navio da Legião Estrangeira Francesa. Os dois irmãos combateram em várias batalhas e Hub salvou a vida de Garth várias vezes.
Depois da participação na Primeira Guerra Mundial, Garth tornou-se guia na África enquanto Hub o ajudava. Hub apaixonou-se por Jasmine, uma linda princesa e uma boa cavaleira. Contudo ela estava prometida para casar com um sheikh que depois de várias peripécias consegue vencer, mas com ajuda do seu irmão, no combate final poupou a vida do referido sheikh. Ganhou o seu respeito e ainda parte do seu ouro. O referido sheikh ganhou mais tarde uma fortuna com o petróleo.
Entretanto na quinta os dois irmãos e Walter vão viver aventuras. Os dois irmãos que a princípio não queriam gastar dinheiro, mas aconselhados por Walter começam a fazer as suas compras: Os dois irmãos vão comprar uma leoa a quem Walter vai batizar de Jasmine (em homenagem ao grande amor de Hub), adquirem um aparelho para caçar pombos, barcos e um biplano. Hub vai dar uma tareia a um grupo de jovens rufiões, que mais tarde vão ajudá-lo quando a leoa escapou da jaula onde ela estava encarcerada e vai atrás de Walter. Hub vai lhes ler o que significa ser um verdadeiro homem. Walter vai descobrir o esconderijo do dinheiro dos tios.
Entretanto a sua mãe regressa vinda de Las Vegas, Nevada e não de uma escola (como ela tinha dito)  e o seu amante chamado Stan que diz ser um detective para saber onde está o dinheiro. Stan diz a Walter que os dois irmãos eram dois perigosos assaltantes de bancos e que Jasmine tinha sido sua cúmplice , deveriam era ir buscar o dinheiro dos tios e fugir. Walter diz-lhe que não acreditava naquilo que ele dizia e que acreditava nas histórias dos seus tios e o homem começou a bater-lhe. A leoa Jasmine ataca o falso detetive ferindo-lhe seriamente , mas a leoa morre de um ataque de coração. A leoa foi enterrada na quinta.
Walter parte com a mãe , mas quando sabe que a ela pretende continuar a viver com  aquele homem mentiroso e violento, decide voltar para a quinta e viver com os seus tios. Walter impõe aos tios condições: deviam comer mais vegetais e parar com as aventuras perigosas (como andar de biplano, etc) até ele tirar o  curso na faculdade. Hub responde: Como queres que a gente morra? De velhice?
Uns anos depois, Walter (agora um cartoonista de sucesso) é informado de que os seus tios morrreram depois de terem tentado voar no seu biplano. O testamento dos tios dizia "Tudo para o miúdo. Enterra-nos no jardim onde foi enterrado o estúpido leão". De súbito, um helicóptero aterra, desse helicóptero sai um homem que diz que ouviu na CNN a notícia da morte de dois homens e pensou que eles deveriam ser aqueles americanos corajosos de que o seu avô (o  sheikh) lhe tinha contado histórias quando era criança . Walter diz-lhes que sim e ficou orgulhoso por saber que afinal a história que Garth contara era verdadeira.

## Elenco
| Actor              | Papel          |
| ------------------ | -------------- |
| Michael Caine      | Garth          |
| Robert Duvall      | Hub            |
| Haley Joel Osment  | Walter         |
| Kyra Sedgwick      | Mae            |
| Christian Kane     | Jovem Hub      |
| Jennifer Stone     | Martha         |
| Kevin Haberer      | Jovem Garth    |
| Emmanuelle Vaugier | Jasmine        |
| Nicky Katt         | Stan           |
| Josh Lucas         | Walter adulto  |
| Eric Balfour       | Neto do Sheikh |

## Recepção
No agregador de críticas Rotten Tomatoes, que categoriza as opiniões apenas como positivas ou negativas, o filme tem um índice de aprovação de 60% calculado com base em 137 comentários dos críticos que é seguido do consenso: "Um filme saudável, mas sentimental." Já no agregador Metacritic, com base em 33 opiniões de críticos que escrevem para a imprensa tradicional, o filme tem uma média ponderada de 52 entre 100, com a indicação de "críticas médias ou mistas".
No New York Post, Lou Lumenick disse que "Osment, atuando como um órfão de 14 anos de idade, entrou para o tipo de adolescência desajeitada que aflige tantas estrelas infantis do sexo masculino - e parece completamente intimidado por seus estimados colegas de elenco." Em sua crítica na USA Today, Claudia Puig disse que o "filme, embora previsível e estereotipado, não é tão simples, embora pudesse ter sido melhor se tivesse sido tão básico. Ele entrelaça clichês de vários outros gêneros e acaba uma mistura de histórias."

## Banda sonora
A banda sonora foi composta por Patrick Doyle e tem ainda música da Orquestra Sinfónica da Rádio Eslovaca,  Ona Onabule e  Patrick Doyle.
O filme tem as seguintes canções:
- A Lot of Livin' To Do (interpretado por Sammy Davis Jr.);
- Let Me In (interpretado por The Sensations);
- Big Balls in Cowtown (cantado por Don Walser);
- Rolling Stone From Texas (interpretado por  Don Walser);
- Texas Playboy Rag (cantado por  Pine Valley Cosmonauts);
- Red Skin Gal (interpretado por Don Walser);
- Help Me (cantado por Sonny Boy Williamson).